# 間坪站
間坪站（韓語：간평역）是朝鮮民主主義人民共和國咸镜北道会宁市間坪里的一個鐵路車站，属于咸北线。

## 邻近车站
咸北线
新田站 - 間坪站 - 三峰站